# The Harvest
The Harvest es un RPG de acción creado por Luma Arcade para su distribución por Microsoft Games Studios. The Harvest solo está disponible para Windows Phone 7 en Japón, Norteamérica y Europa, como una exclusiva para Xbox Live. La historia se basa en la invasión a la Tierra de una forma de vida llamada "Los Cosechadores". Su trama está fuertemente inspirada en la novela La guerra de los mundos, escrita por Herbert George Wells.

## Sinopsis
La trama de The Harvest se sitúa en un futuro próximo, donde la Tierra, luego de haber pasado 5 años desde la irrupción de "Los Cosechadores" (una avanzada forma de vida alienígena), ha logrado desarrollar tres tipos de unidades mecánicas que pueden hacerle frente a los invasores. En ese tiempo, una gran parte de la humanidad ha sido transformada, junto a animales y maquinaria, en extraños ciborg diseñados para proteger las intenciones de "Los Cosechadores", que están equipados de potentes armas para neutralizar sin dificultad a cualquier ser humano normal. Es por eso que se requirió de una ardua investigación para poder desarrollar tres tipos de armaduras mecanizadas controladas por humanos, que son la última esperanza de la humanidad.

## Sistema de juego
El estilo de juego es semejante a los clásicos videojuegos de acción para ordenador, como Diablo II, pero utilizando las mejoras que ofrecen las características de las pantallas táctiles y la plataforma Windows Phone 7. Entre dichos implementos se encuentra:
- Uso del giroscopio integrado para ajustar la cámara.
- Gestos y toques para ejecutar ataques especiales.
- Conexión con Xbox Live para compartir logros y avances.

Igual que los juegos de su tipo, The Harvest utiliza un sistema de puntos que determinan características en el personaje como la energía y la precisión, pero simplificados y adaptados para una experiencia móvil, como la regeneración de vida, que evita, en ocasiones, que el jugador tenga que buscar paquetes de recuperación de vida y no se tenga que preocupar por daños menores.
El apartado de los gráficos en un punto a favor de este juego, siendo notable la calidad con que fueron realizados, ya que, hasta el momento, es uno de los juegos que sacan más provecho de las librerías XNA de Microsoft, utilizadas para realizar juegos en la consola Xbox 360.
La historia del juego es relatada por medio de conversaciones in game, además de cuadros informativos durante la carga de la partida.

## Problemas conocidos
Hasta la fecha, se conocen dos problemas menores que la versión 1.0 de The Harvest presentaba:
- Ligera lentitud en la carga de la partida al haber cerrado recientemente una aplicación pesada
- Ligera caída en los cuadros por segundo en dispositivos con baja memoria

Con la salida de la actualización NoDo para Windows Phone 7, y la versión 1.4 de The Harvest, la experiencia de juego se ha mejorado en lo respectivo a rendimiento.

## Recepción del público
En general, The Harvest ha sido bien recibido por parte de los usuarios y desarrolladores, elogiando su apartado gráfico y su sistema de juego, que utiliza gran parte de las características del sistema Windows Phone 7. El único punto en contra, y en el cual muchos jugadores están de acuerdo, es que en el transcurso del juego no se regeneran los enemigos, por lo que no tiene caso regresar a zonas donde todos los monstruos han sido destruidos.